# Walter Schwindt
Walter Schwindt (* 20. März 1902 in Tilsit; † 23. April 1969 in Ost-Berlin) war ein deutscher Bauarbeiter und Politiker (KPD).

## Leben
Schwindt, ein Bauarbeiter aus Ostpreußen, gehörte seit März 1932 dem Reichstag für die Kommunistische Partei Deutschlands (KPD) an. Sein Einzug in das Berliner Parlament kam im Nachrückverfahren zustande. Erstmals – und einmalig – durch eine Wahl bestätigt wurde sein Mandat bei den Reichstagswahlen vom Juli 1932, in denen er als Vertreter des Wahlkreises 1 (Ostpreußen) ins Parlament gewählt wurde. Neben seiner Abgeordnetentätigkeit war Schwindt für die KPD auch Mitglied des Provinziallandtags in seiner ostpreußischen Heimat. Einem Artikel der Weltbühne aus dem Jahr 1933 zufolge wurde Schwindt nach der nationalsozialistischen „Machtergreifung“ verhaftet und zu einer dreijährigen Zuchthausstrafe verurteilt.